# هامش المحفظة
هامش المحفظة هو سياسة الهامش القائمة على المخاطر المتاحة للمستثمرين الأمريكيين المؤهلين.

## الهدف
الهدف من هامش المحفظة هو المواءمة بين متطلبات الهامش والمخاطر الإجمالية للمحفظة. عادة ما يؤدي هامش المحفظة إلى متطلبات هامش أقل بكثير في المراكز المالية مقارنةً بالقواعد التقليدية.